# Power de Mississauga
Le Power de Mississauga (Mississauga Power) était une franchise de basket-ball située à Mississauga en Ontario et faisant partie de la Ligue nationale de basketball du Canada. Ils évoluaient pour leurs rencontres à domicile au Hershey Centre.

## Histoire

Logo du Power d'Oshawa

La franchise a été créée à Oshawa, en Ontario, en 2011, sous le nom de Power d'Oshawa, intégrant la Ligue nationale de basketball du Canada. L'équipe évolue durant deux saisons au General Motors Centre.
À l'issue de la saison 2012-2013, l'équipe déménage à Mississauga (Ontario).